# Stadion Juvenii Kraków

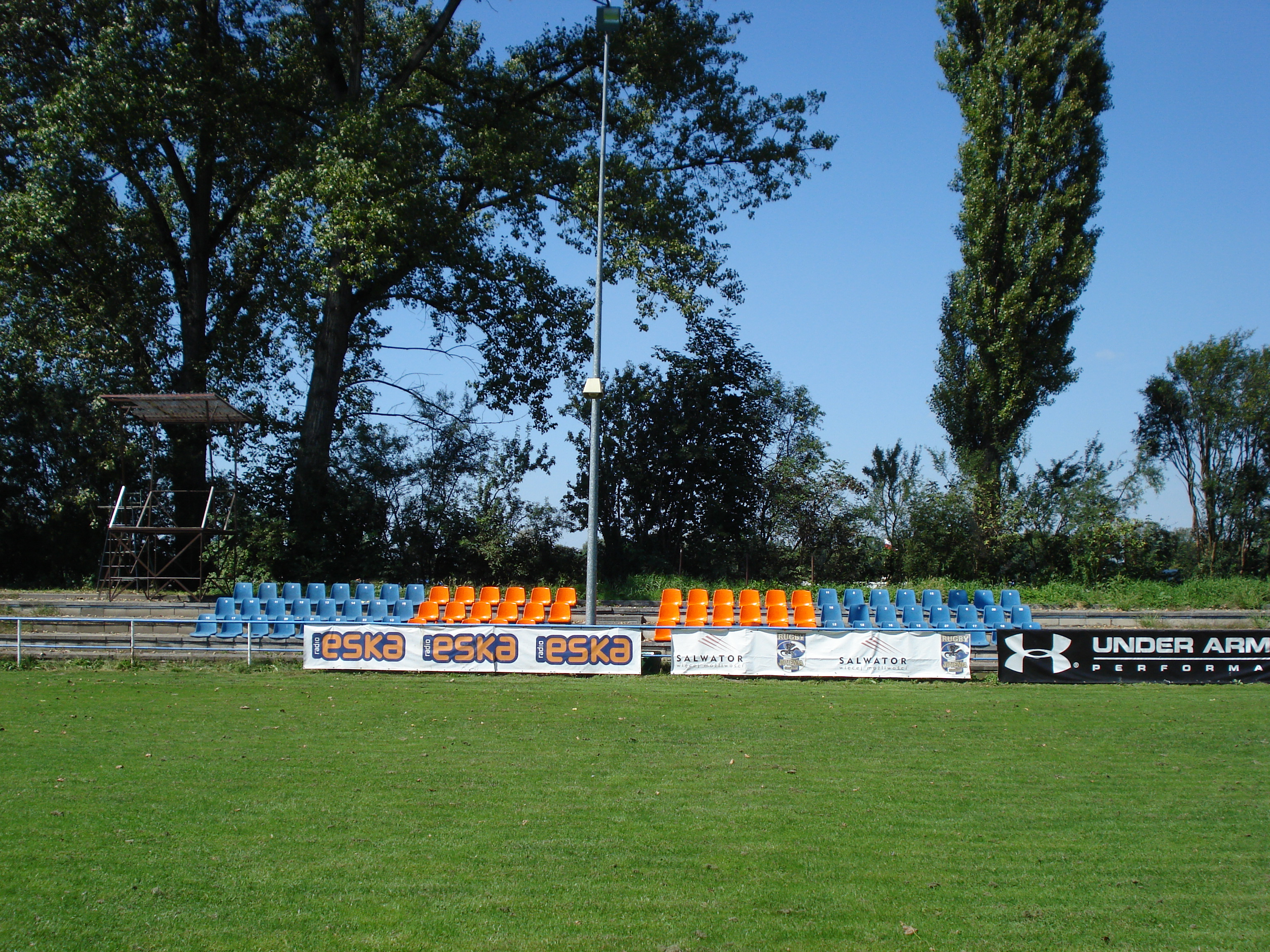
Trybuna stadionu, 2010

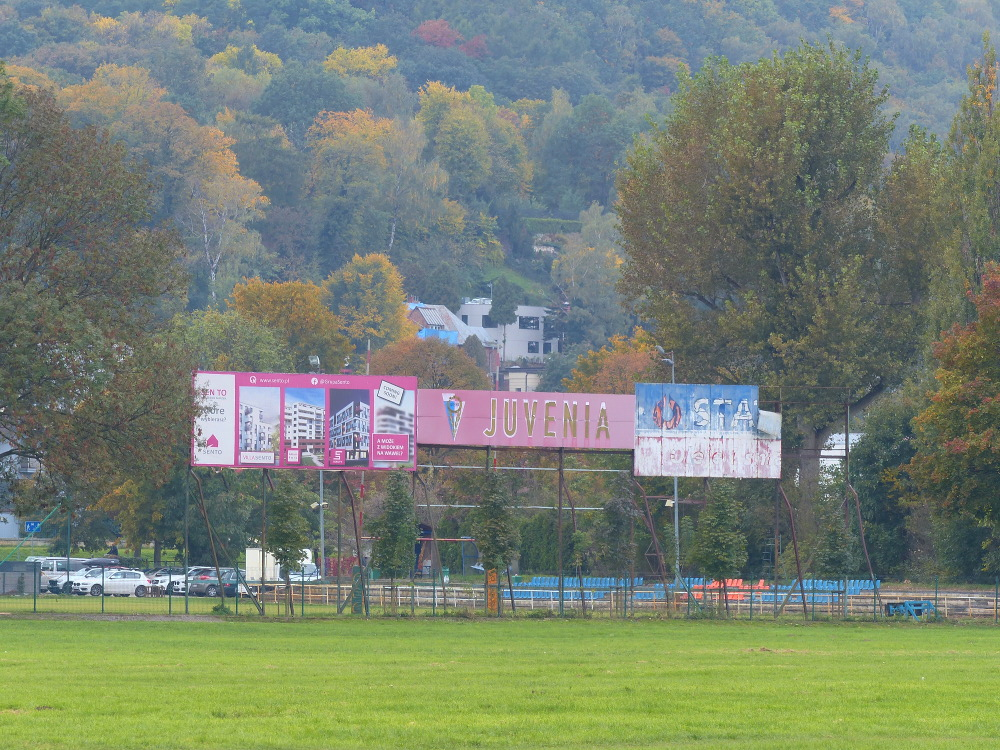
Widok stadionu z Błoń, 2018

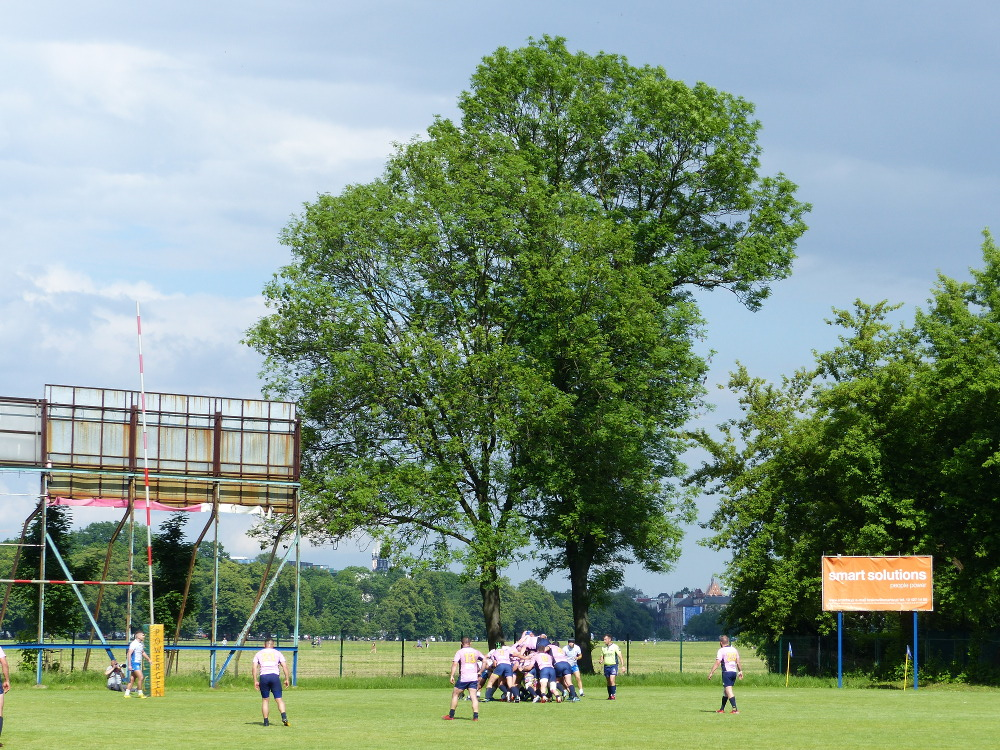
Mecz rugby Juvenia – Ogniwo Sopot w 2019, w tle krakowskie Błonia

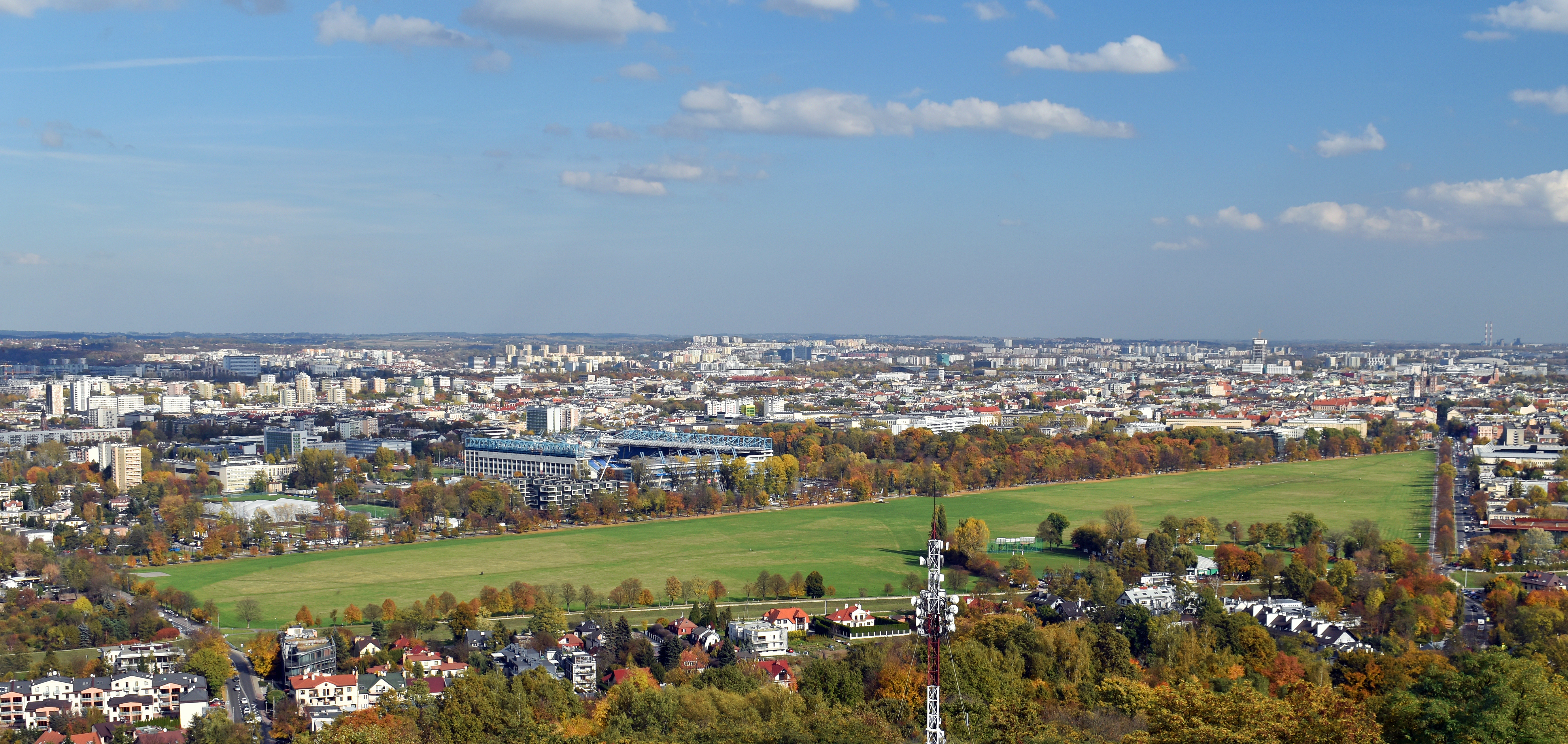
Widok Błoń z kopca Kościuszki, pośrodku Błoń, między drzewami stadion Juvenii

Stadion Juvenii – stadion Rzemieślniczego Klubu Sportowego Juvenia Kraków znajdujący się na krakowskich Błoniach, przy ul. Na Błoniach 7. Swoje mecze rozgrywają na nim drużyny rugby Juvenii.

## Historia
Pierwszym obiektem sportowym w miejscu dzisiejszego stadionu był Park Sportowy „Juvenia”. Otwarto go uroczyście 25 czerwca 1911; został urządzony na fragmencie krakowskich Błoń, obok nowego koryta Rudawy, przekazanym dzięki życzliwości prezydenta Krakowa Juliusza Leo w dzierżawę istniejącemu od 1906 Związkowi Młodzieży Przemysłowej i Rękodzielniczej. Znajdowały się tu boisko piłkarskie, korty tenisowe, bieżnia, kręgielnia, przyrządy do ćwiczeń; zbudowano też pawilon do ćwiczeń z szatniami. Park wzorowany był na znajdującym się po przeciwległej stronie Błoń parku dr. Jordana, miał służyć podniesieniu sprawności fizycznej i zdrowa wśród młodzieży – był jednak przeznaczony głównie dla młodzieży terminatorskiej, stał się także miejscem wypoczynku rodzin rzemieślniczych. W 1912 w ramach Związku powołano Towarzystwo Sportowe im. dr. H. Jordana, któremu powierzono zarząd nad drużynami sportowymi Związku oraz parkiem. Park Sportowy „Juvenia” był pierwszą stałą lokalizacją stadionową w Krakowie.
Po I wojnie światowej obiekt zmodernizowano i ponownie otwarto 19 czerwca 1921; dodano wówczas do kompleksu dodatkową bieżnię, boiska do siatkówki i koszykówki. Wsparcia przy odbudowie udzieliło stowarzyszenie YMCA. Ponieważ zaczynało brakować miejsca dla młodzieży Związek uzyskał od miasta prawo do rozszerzenia parku – 3 maja 1927 uroczyście otwarto jego nową część, a łączna powierzchnia obiektu zwiększyła się z 0,8 ha do 3,2 ha.
Podczas okupacji hitlerowskiej, w latach 1940–1941 na obiekcie Juvenii organizowano nielegalne mecze piłkarskie, w tym rozgrywki o mistrzostwo Krakowa. Z czasem musiały jednak one zostać przeniesione w inne miejsce, ponieważ obiekt został przez hitlerowców zdewastowany (zgodnie ze wspomnieniami Jerzego Jurowicza – pod koniec 1941) – włączono go w obszar zorganizowanego na Błoniach toru wyścigów konnych. Jeszcze w 1941, przed zamknięciem, tutaj odbyły się obchody 35-lecia Wisły Kraków, pozbawionej w tym czasie swojego obiektu. 
Po drugiej wojnie światowej klub Juvenia długo starał się o odzyskanie, a następnie utrzymanie praw do terenu. W 1957 część obszaru dawnego Parku Sportowego władze oddały Zwierzynieckiemu Klubowi Sportowemu, a w odebraniu obiektu Juvenii niemały udział miał ówczesny premier, kibic Zwierzynieckiego Józef Cyrankiewicz.
Obecnie stadion służy drużynom jedynej sekcji Juvenii, rugby. Podczas obchodów stulecia istnienia Juvenii, 7 października 2006, odbył się na stadionie oficjalny międzypaństwowy mecz rugby w ramach Pucharu Narodów Europy pomiędzy Polską i Andorą. Drugi raz reprezentacja Polski zagrała tutaj na 115-lecie Juvenii, 11 września 2021, w towarzyskim spotkaniu z Węgrami. Regularnie odbywają się tu międzynarodowe turnieje rugby 7. Swoje mecze na tym stadionie rozgrywała także krakowska drużyna futbolu amerykańskiego Kraków Tigers. 
Na terenie obiektu Juvenii w 75-lecie klubu w 1981 odsłonięto popiersie twórcy Związku Młodzieży Rzemieślniczej i Rękodzielniczej, księdza Mieczysława Kuznowicza, autorstwa Bronisława Chromego, ufundowane przez Izbę Rzemieślniczą oraz Cechy Rzemieślnicze Krakowa.